# شيرين آب (شلال ودشتغل)
شيرين آب (بالفارسية: شیرین‌آب) هي منطقة سكنية تقع في إيران في قسم شلال ودشتغل الريفي. يقدر عدد سكانها بـ 109 نسمة .